# Savn
Savn ([saun] en noruego Privación) es un trío noruego de metal gótico y folk metal, fundado en 2013 en la ciudad de Bryne, Rogaland por Stig Johansen, Anders Thue y Carmen Elise Espenæs.

## Historia

### Inicios
Después de más de una década de inactividad en el estudio (luego de editar su segundo disco Perpetual Desolation en 2000) la  clásica banda gótica The Sins Of Thy Beloved oficializó su separación definitiva en 2013, con años de rumores sobre una posible reunión que nunca llegó.
A inicios de 2013, el baterista de dicha banda Stig Johansen y el teclista Anders Thue decidieron entonces hacer un nuevo proyecto en conjunto, al que Johansen bautizó como "Savn"  (traducido tanto en el sentido de "pérdida" o "anhelo"), como una referencia a sus años fuera del medio musical. Originalmente, ambos tenían una concepción para Sayn más contemporánea a su antiguo grupo. 
El  multinstrumentista Johansen contactó a la vocalista de Midnattsol, y amiga desde hace mucho tiempo, Carmen Elise Espenæs y le pidió que cantara en un tema del disco de Savn.  Espenæs aceptó y Johansen y Thue quedaron encantados con el resultado final, por lo que la invitaron a cantar en todo el disco. Debido  a que Midnattsol estuvo inactiva por alrededor de dos años  por compromisos personales de sus componentes (entre ellos, Carmen fue madre primeriza),  la artista tuvo motivos suficientes para incorporarse a este nuevo proyecto que se le planteó.
Aunque ella llegó en un momento en que la mayoría de las canciones ya estaban compuestas,  tuvo una total libertad a nivel creativo, hasta el punto de reescribir algunas letras  aportando sus propias ideas sobre cómo deberían sonar. Posteriormente, el trío también escribió algunas canciones como grupo y así se acreditaron.

### Savn(2013 - 2015)
A mediados de 2013, Savn fue la primera y única banda que firmó con CDR Records, un sello discográfico independiente con sede en Stavanger, Noruega. La etiqueta fue fundada en febrero de 2013 por Espenæs, su novio Rune Gunnar Stensøy y un socio de ambos, Dagfinn Mauland (de ahí las iniciales del nombre).
Savn se reunió de inmediato en el Mastersound Studio en Alemania con las canciones compuestas y ensayadas algún tiempo atrás,  para grabar bajo la producción del alemán Alexander Krull.  A pesar de que Johansen puede tocar la mayoría de instrumentos (batería, bajo y guitarras), Krull invitó a los músicos de su banda Leaves' Eyes para grabar como acompañamiento: los guitarristas Sander van der Meer y Thorsten Bauer, el baterista Felix Born y la vocalista Liv Kristine (hermana mayor de Carmen y esposa de Alexander).
Johansen se encargó de la guitarra y de la voz masculina, Thue en los teclados y Espenæs en la voz principal. La banda recibió la colaboración en el estudio de otros artistas adicionales, entre ellos los violinistas Dag Bjørkedal y Lillian Hodne, así como el cantante alemán Michelle "Darkness" Huber (End of Green).
El resultado de su trabajo, fue la publicación de su álbum debut auto titulado Savn, lanzado por CDR Records  en abril de 2014 en Europa, y en mayo del mismo año en Norteamérica. De este disco  se extrajo su sencillo y vídeo "Hang On". El vídeo fue filmado en el parque Trollskogen en la isla de Hundvåg,  cerca de Stavanger, y fue dirigido por el productor Leo Moracchioli de Frog Leap Studios.
En septiembre de 2014, la banda anunció que su distribuidor oficial (CDR Recrods) enfrentaba problemas financieros. Por ese motivo, todos sus productos (físicos o  para descarga), se pusieron en la tienda en línea Bandcamp, operada por Backstreet Merch en el Reino Unido.

### Cambios en la formación (2015 - 2018)
En 2015, Anders Thue decidió abandonar el proyecto por razones personales; mientras tanto, en 2016 Stig Johansen hizo lo mismo poco antes de que la banda grabara un demo, al asumir otros planes musicales. Debido a estos inconvenientes, el proceso de composición de un nuevo álbum sufrió serios retrasos. En lo sucesivo, los derechos del uso del nombre de Savn serán propiedad exclusiva de Carmen Elise Espenæs.
Luego de un largo receso, ese mismo año  fueron incorporados oficialmente el multinstrumentista Øyvind Lende y el baterista Jan Cato Traa. 
Además, el guitarrista y cantante Christoffer Nygaard y la violinista Sareeta (Ingvild Strønen) han sido invitados regulares en los conciertos de la banda, sin acreditarse cono miembros.
El 17 de agosto de 2017, fue estrenado el vídeo musical de "Fri", filmado y dirigido por Tom Roger Thu.

## Estilo musical
Savn tiene un sonido muy comercial, con muchas influencias del metal gótico clásico de los años 1990 y 2000s  –con abundantes reminiscencias a los primeros años de Theatre of Tragedy en algunos momentos- (como en "The Demons In Me" o "Now Or Never") y prominentes elementos folk ("Musical Silence", "All I Want" o "I Am Free"), pero sorpresivamente también presenta un disco orientado al rock  pesado, lo cual le hace que no pueda ser encasillado como el "típico" Gothic Metal con chica al frente. 
Su sonido es esencialmente folk metal, con una mezcla de instrumentos tradicionales noruegos y el heavy metal, donde predomina el piano y los violines. La música es cálida y optimista mientras que los conceptos líricos invitan a viajar y abrazan el alma, muy distintos a los oscuros y sombríos temas habituales del género.

## Miembros

### Actuales
- Carmen Elise Espenæs - Voz (2013 - Actualidad)
- Øyvind Lende - Guitarra, bajo y  teclados (2016 - Actualidad)
- Jan Cato Traa - Batería (2916 - Actualidad)
- Christoffer Nygaard - Guitarra, voz gutural (en conciertos, 2016 - Actualidad)
- Ingvild Anette Strønen Kaare "Sareeta" - Violín (en conciertos, 2016 - Actualidad)

### Exmiembros
- Stig Johansen – Guitarra, voz gutural (2013-2016)
- Anders Thue - Teclados (2013-2016)

## Discografía

### Álbumes de estudio
- Savn (2014)

### Sencillos
- ”Hang On” (2014)
- "Fri" (2018)
- "Save Me" (2018)
- "The End" (2018)